# 하칼텍어
하칼텍어 (Jacaltec, Jakalteko, Popti)는 과테말라 서부의 고산 지대와 멕시코의 치아파스주 남동부에서 사용하는 마야어족 언어이다.
하칼텍어는 마야어의 방언으로 과테말라의 우에우에테낭고 주의 대략 4만명의 주민이 사용하고 있다. Pobp’ al Ti’ 의 모국어 사용자 ("Jacaltec"는 나와틀어에서 유래됨)들이 사용하는 언어로 알려져 있다. 동부와 서부의 2개 방언이 있다.
동부 하칼텍어는 a, b, c/qu, c'/q'u, ch, ch', e, i, j, k, k', l, m, n, ŋ, o, p, r, s, t, t', tx, tx', tz, tz', u, w, x, ẍ, y, '의 문자가 있다.

## 음운론
|               | 양순음 | 치경음 | 치경음  | 후치경음 | 권설음  | 경구개음 | 연구개음     | 구개수음 | 성문음 |
| ------------- | ------ | ------ | ------- | -------- | ------- | -------- | ------------ | -------- | ------ |
| 파열음/파찰음 | p      | t      | tz ts   | ch tʃ    | tx tʂ   |          | k/c/qu k     | q/k q    | ʼ ʔ    |
| 내파음        | bʼ ɓ   |        |         |          |         |          |              |          |        |
| 방출음        |        | tʼ     | tzʼ tsʼ | chʼ tʃʼ  | txʼ tʂʼ |          | kʼ/cʼ/qʼu kʼ | qʼ/kʼ qʼ |        |
| 마찰음        |        | s      | s       | x ʃ      | xh/ẍ ʂ  |          | j x          |          | h      |
| 비음          | m      | n      | n       |          |         |          | nh/n̈/ŋ       |          |        |
| 접근음        | w      | l      | l       |          |         | y j      |              |          |        |
| 전동음        |        | r      | r       |          |         |          |              |          |        |